# Kyre
Kyre est une paroisse civile et un village du Worcestershire, en Angleterre.